# رنگینک زاغی
رنگینک زاغی یا نوک‌نقره‌ای زاغی (نام علمی: Lonchura fringilloides) نام یک گونه از سرده سیمین‌نوک‌ها است.